# Tawo
Tawo (kinesiska: 塔卧, 塔卧镇) är en köping i Kina. Den ligger i provinsen Hunan, i den södra delen av landet, omkring 310 kilometer väster om provinshuvudstaden Changsha. Antalet invånare är 29 481. Befolkningen består av 14 659 kvinnor och 14 822 män. Barn under 15 år utgör 23,0 %, vuxna 15-64 år 66 %, och äldre över 65 år 10,0 %.
Runt Tawo är det ganska tätbefolkat, med 116 invånare per kvadratkilometer. Tawo är det största samhället i trakten. I omgivningarna runt Tawo växer huvudsakligen savannskog.
Genomsnittlig årsnederbörd är 1 738 millimeter. Den regnigaste månaden är september, med i genomsnitt 307 mm nederbörd, och den torraste är december, med 21 mm nederbörd.